# Ізраїльсько-ліванський конфлікт
Ізраїльсько-ліванський конфлікт, або Конфлікт у Південному Лівані (англ. South Lebanon conflict «південноліванський конфлікт»), — назва на позначення низки військових сутичок, у яких брали участь Ізраїль, Ліван, Сирія та Організація визволення Палестини, а також різні ополчення, що діяли з території Лівану. 
У Лівані Організація визволення Палестини (ОВП) вербувала бойовиків із числа родин палестинських біженців, яких було вислано або які втекли у зв'язку зі створенням Ізраїлю у 1948 р. Після того, як керівництво ОВП та його бригада ФАТХ були вислані з Йорданії за підбурювання до бунту, вони опинилися в Лівані, тим самим посиливши прикордонне насильство. Між тим, демографічна напруженість, спричинена ліванським Національним пактом, призвела до громадянської війни в Лівані (1975–1990). Ізраїльське вторгнення в Ліван 1978 р. (операція «Літані») відтіснило ОВП на північ від річки Літані, але ОВП продовжило свою боротьбу проти Ізраїлю. 1982 р. Ізраїль знову вдерся в Ліван і силоміць вигнав звідти ОВП. 1985 р. Ізраїль відійшов із більшої частини Лівану, але утримав під своїм контролем захисну буферну зону завширшки 12 миль за посередництвом бойовиків з Армії Південного Лівану (АПЛ).
1985 р. підтримуваний Іраном ліванський радикальний шиїтський рух Хезболла, закликав до збройної боротьби за припинення ізраїльської окупації ліванської території. Коли громадянська війна в Лівані закінчилася, Хезболла і АПЛ відмовилися роззброїтися на відміну від інших протиборчих угруповань. Боротьба з Хезболлою послабила рішучість Ізраїлю і призвела до поразки АПЛ та відходу ізраїльтян у 2000 р. на їхній бік кордону, визначеного ООН. Посилаючись на збереження Ізраїлем влади над територією Ферм  Шебаа, Хезболла наступні шість років продовжувала періодично вчиняти вилазки через кордон. На цьому етапі Хезболла домагалася звільнення громадян Лівану в ізраїльських тюрмах і в 2004 р. успішно використала тактику захоплення ізраїльських солдатів як важеля тиску для обміну полоненими. Захоплення Хезболлою двох ізраїльських солдатів послужило поштовхом до Ліванської війни 2006 р. Резолюція Ради Безпеки ООН 1701, спрямована на припинення вогню у цій війні, закликала до роззброєння Хезболли та поваги до територіальної цілісності і суверенітету Лівану з боку Ізраїлю.
Станом на 2015 р., ситуація залишалася загалом спокійною, але обидві сторони порушували угоди про припинення вогню: Ізраїль — здійснюючи майже щоденні польоти над ліванською територією, а Хезболла — не бажаючи роззброюватися.

### Статті
- Israel-Lebanon Offshore Oil & Gas Dispute – Rules of International Maritime Law Martin Waehlisch, ASIL Insight (American Society of International Law), Vol. 15, Issue 3, Dec. 5, 2011.